# Cursești-Vale
Cursești-Vale – wieś w Rumunii, w okręgu Vaslui, w gminie Pungești. W 2011 roku liczyła 293 mieszkańców.